# The Adventures of Sharkboy and Lavagirl
The Adventures of Sharkboy and Lavagirl is een Amerikaanse film uit 2005, die geregisseerd werd door Robert Rodriguez. De film kwam in de Verenigde Staten in de bioscoop op 10 juni 2005. De film is eigenlijk bedacht door Roberts zevenjarige zoon Racer Rodriguez, die zijn vader vroeg of hij een film wilde maken over Sharkboy en Lavagirl, die hij zelf bedacht had, en dat deed Robert Rodriguez. De tagline luidt: Smaller heroes, Just as super.

## Het verhaal
Max (Cayden Boyd) is een onverbeterlijke dromer. Hij leeft op zijn eigen wolkje, in een wereld die zijn vrienden verre van realistisch vinden. Hij probeert hen telkens opnieuw uit te leggen dat hij er Sharkboy (Taylor Lautner), een kind dat door haaien wordt opgevoed, en Lavagirl (Taylor Dooley), een meisje met vulkanische krachten, heeft ontmoet. Niemand gelooft hem, tot op de dag dat de twee helden in de vorm van een tornado naar de klas van Max komen om hem om hulp te vragen. Hun planeet Drool wordt namelijk bedreigd door de slechte Mr. Electric (George Lopez).

## 3D-effecten
De film bevat driedimensionale beeldeffecten, die zichtbaar worden bij gebruik van een speciaal brilletje.

## Rolverdeling
| Acteur           | Personage                                           |
| ---------------- | --------------------------------------------------- |
| Taylor Lautner   | Sharkboy                                            |
| Taylor Dooley    | Lavagirl                                            |
| Cayden Boyd      | Max                                                 |
| George Lopez     | Mr. Electric, Tobor, Ice, Guardian, Mr. Electicidad |
| David Arquette   | Max' vader                                          |
| Kristin Davis    | Max' moeder                                         |
| Sasha Pieterse   | Marissa, Ice Princess                               |
| Jacob Davich     | Linus/Minus                                         |
| Rico Torres      | Sharkboys vader                                     |
| Marc Musso       | Schoolkind 1                                        |
| Shane Graham     | Schoolkind 2                                        |
| Tiger Darrow     | Schoolkind 3                                        |
| Rocket Rodriguez | Lug                                                 |
| Racer Rodriguez  | Sharkboy, 7 jaar                                    |
| Rebel Rodriguez  | Sharkboy, 5 jaar                                    |
| Peyton Hayslip   | Leraar                                              |